# ژرژ پیروش
ژرژ پیروش (فرانسوی: Georges Peyroche‎؛ زادهٔ ۲۷ ژانویهٔ ۱۹۳۷) بازیکن فوتبال اهل فرانسه است. از باشگاه‌هایی که در آن بازی کرده‌است می‌توان به استراسبورگ، باشگاه فوتبال سن-اتین و لیل اشاره کرد.